# Municipio de Richland (condado de Macon)
El municipio de Richland (en inglés: Richland Township) es un municipio ubicado en el condado de Macon en el estado estadounidense de Misuri. En el año 2010 tenía una población de 607 habitantes y una densidad poblacional de 7,1 personas por km².

## Geografía
El municipio de Richland se encuentra ubicado en las coordenadas 40°0′2″N 92°33′47″O / 40.00056, -92.56306. Según la Oficina del Censo de los Estados Unidos, el municipio tiene una superficie total de 85.44 km², de la cual 85,39 km² corresponden a tierra firme y (0,06 %) 0,05 km² es agua.

## Demografía
Según el censo de 2010, había 607 personas residiendo en el municipio de Richland. La densidad de población era de 7,1 hab./km². De los 607 habitantes, el municipio de Richland estaba compuesto por el 98,85 % blancos, el 0,33 % eran de otras razas y el 0,82 % eran de una mezcla de razas. Del total de la población el 0,49 % eran hispanos o latinos de cualquier raza.